# Marie-Josèphe-Hermengilde de Liechtenstein
Marie-Josèphe-Hermengilde de Liechtenstein (13 avril 1768 - 8 août 1845) est une aristocrate autrichienne, membre de la Maison de Liechtenstein et de la Maison Esterházy, et la mécène de Joseph Haydn et Ludwig van Beethoven.

## Famille
Marie-Josèphe-Hermengilde de Liechtenstein est la fille cadette de François-Joseph Ier de Liechtenstein et de Léopoldine von Sternberg. Elle est notamment la sœur de Léopoldine de Liechtenstein, épouse de Charles Emmanuel de Hesse-Rheinfels-Rotenbourg, et des princes Alois Ier et Jean Ier de Liechtenstein.
Le 15 septembre 1783, elle épouse le prince Nicolas II Esterházy de Galantha. Le couple a trois enfants :
- Paul Anton Esterházy de Galantha (1786-1866), prince Esterházy de Galantha après son père, diplomate et époux de Marie-Thérèse de Tour et Taxis ;
- Léopoldine Esterházy de Galantha (1788-1846), épouse du prince Moritz von Liechtenstein ;
- Nicolas Esterházy de Galantha (1799-1844), qui souffre d'un handicap mental.

## Mécénat musical

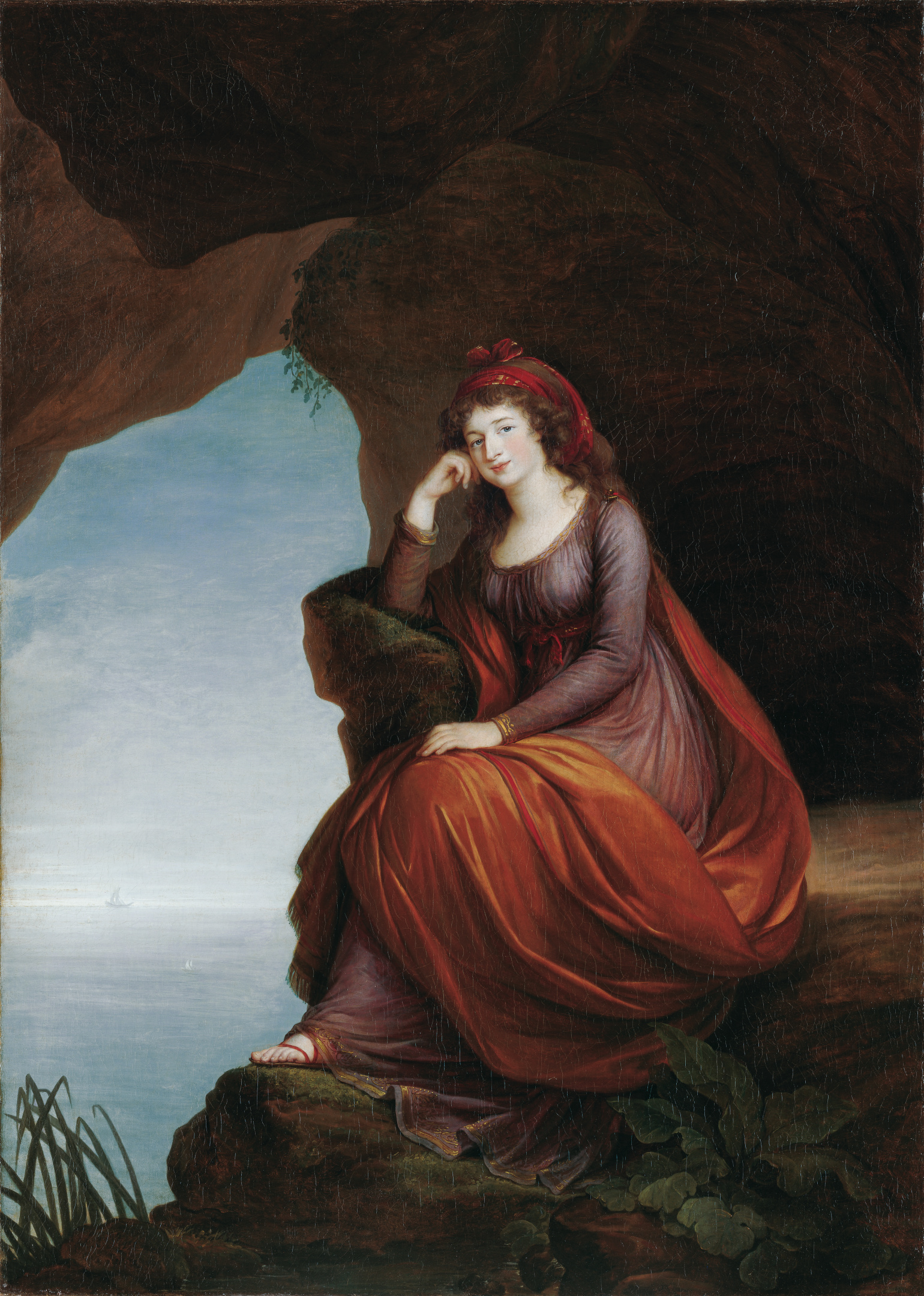
Portrait de la princesse en 1793 par Élisabeth Vigée Le Brun (Musée Liechtenstein)

Comme son mari, Marie-Josèphe-Hermengilde est une mécène des arts, et en particulier de Joseph Haydn, qui, de 1796 à 1802, est chargé d'écrire une messe à célébrer le jour de sa fête, soit le 8 septembre, la Nativité de Marie. Il compose ainsi la Missa Sancti Bernardi von Offida (1796), la Missa in tempore belli (1797), la Missa in Angustiis (1798), la Theresienmesse (1799), la Schöpfungsmesse (1801) et l'Harmoniemesse (1802). Johann Nepomuk Hummel écrit quant à lui cinq messes pour sa fête : la messe en mi bémol majeur, op. 80 (1804), la messe en ré mineur, WoO. 13 (1805), la messe en do majeur, WoO. 12 (1806), la messe en si bémol majeur, op. 77 (1808) et la messe en ré majeur, op. 111 (1810). Pour sa fête en 1807, Ludwig van Beethoven compose sa Messe en ut majeur. Une dernière messe est écrite par Jan Ladislav Dussek, la messe solennelle en sol majeur, C. 256 (1811).